# Elektrozavodskaja (metrostation Moskou)
Elektrozavodskaja (Russisch: Электрозаводская) is een station aan de Arbatsko-Pokrovskaja-lijn van de Moskouse metro. Het station is onderdeel van de metro verlengingen die tijdens de Tweede Wereldoorlog zijn gebouwd. De verlenging van lijn 3 werd in 1943 gebouwd, Elektrozavodskaja was echter niet gereed toen de verlenging op 18 januari 1944 werd geopend. Elektrozavodskaja werd als 29e station van de Moskouse metro geopend op 15 mei 1944 en daarmee werd ook de derde fase van de metrobouw (1938 - 1944) afgesloten. 

## Ontwerp en bouw
Het station is gebouwd naar het voorbeeld van Gants Hill in Londen. Dit komt omdat de Britse architect Charles Holden, die betrokken was bij de bouw van de Londense metro, ook adviseerde bij de oostelijke verlenging van lijn 3. Het station in Londen was al vrijwel gereed toen in 1943 met de bouw van Elektrozavodskaja werd begonnen. Moskou was echter wel de eerste die het station in gebruik nam. Omdat in London de tunnel tussen 1942 en 1945 als munitiefabriek werd gebruikt, werd de metrolijn daar pas op 14 december 1947, bijna vier jaar na Moskou, in gebruik genomen. 

## Naam en thema
De naam betekent Elektrofabriek en is te danken aan de fabrieken van elektrische apparaten die iets ten noorden van het station langs de oever van de Jaoeza staan. Het thema van het station is elektrotechniek en vele technici die hun bijdrage daaraan geleverd hebben zijn in de beeldengroepen op de pylonen van het station opgenomen. Het plafond van de middenhal is ook rijkelijk voorzien van elektrische verlichting.     

## Galerij

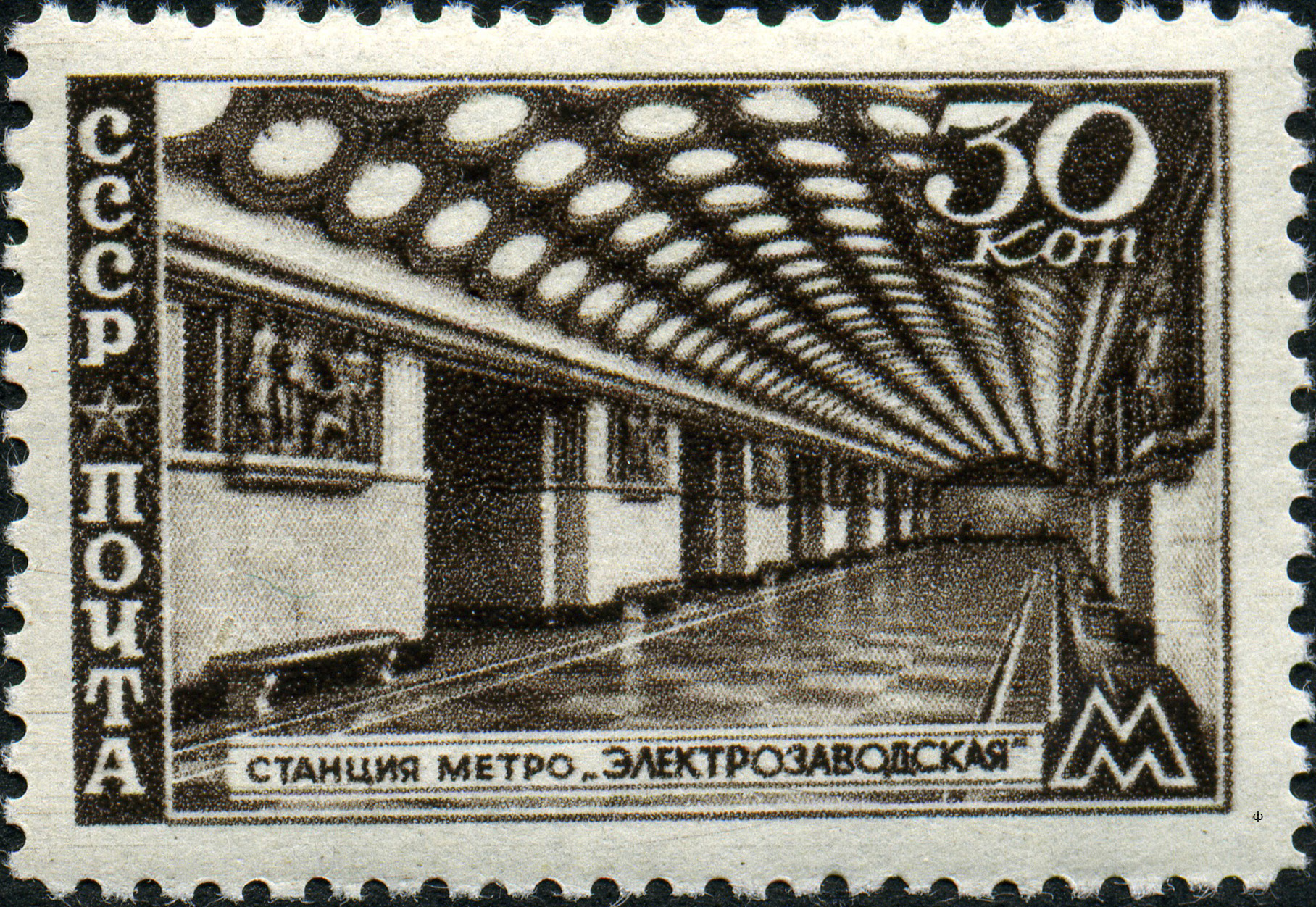
postzegel uit 1947
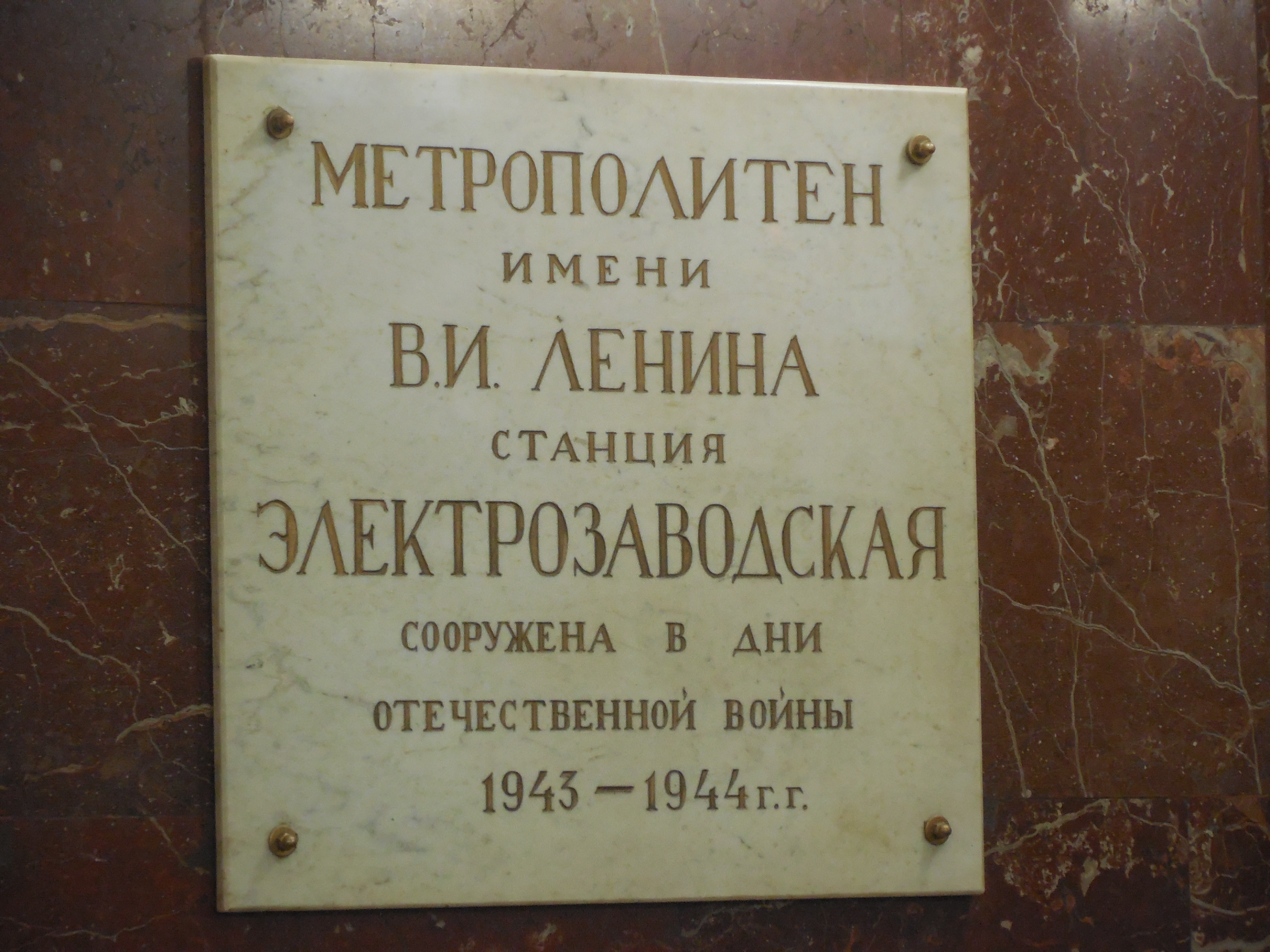
Plaquette ter herinnering aan de bouw in 1943 - 1944
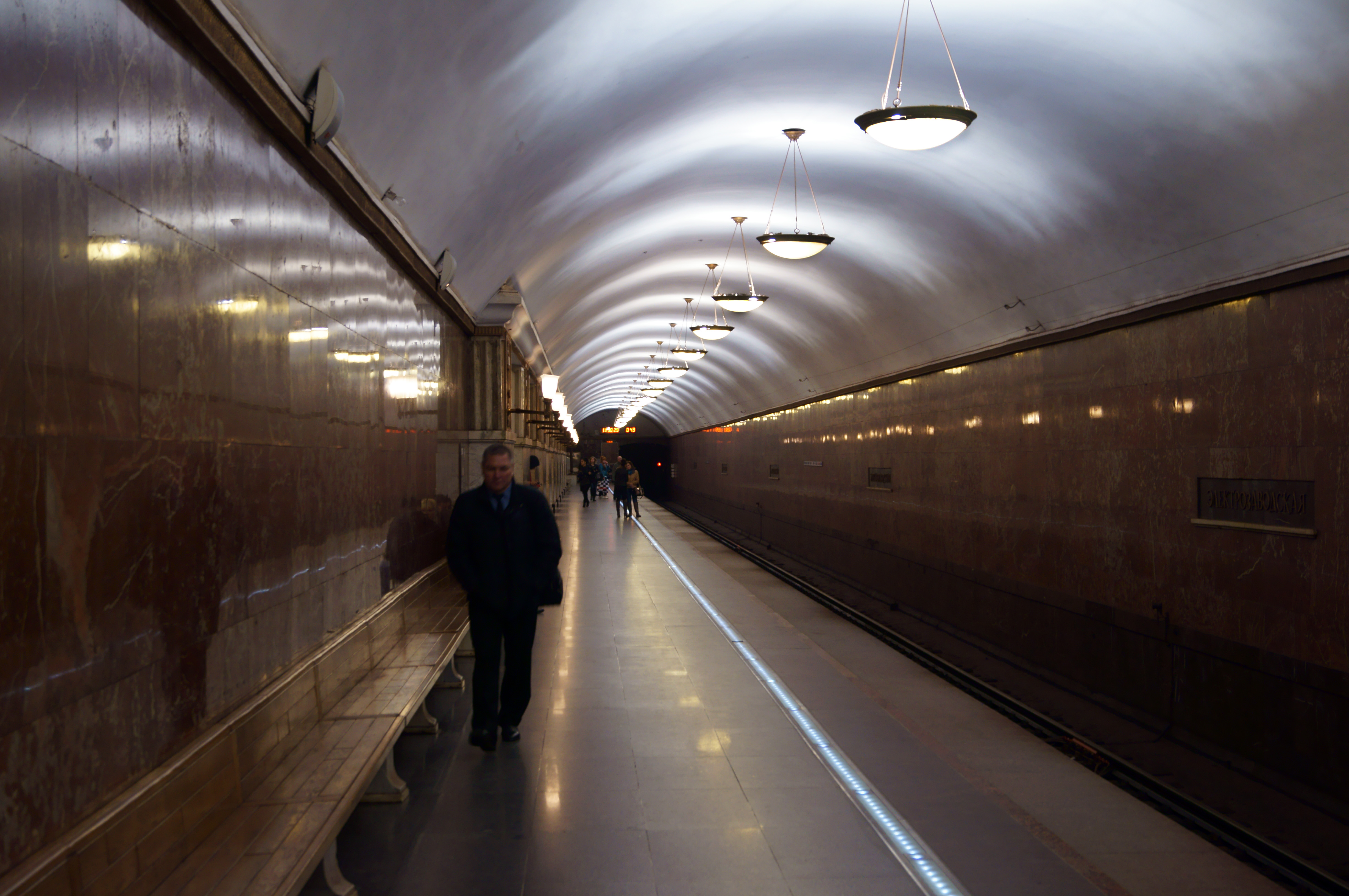
Het perron
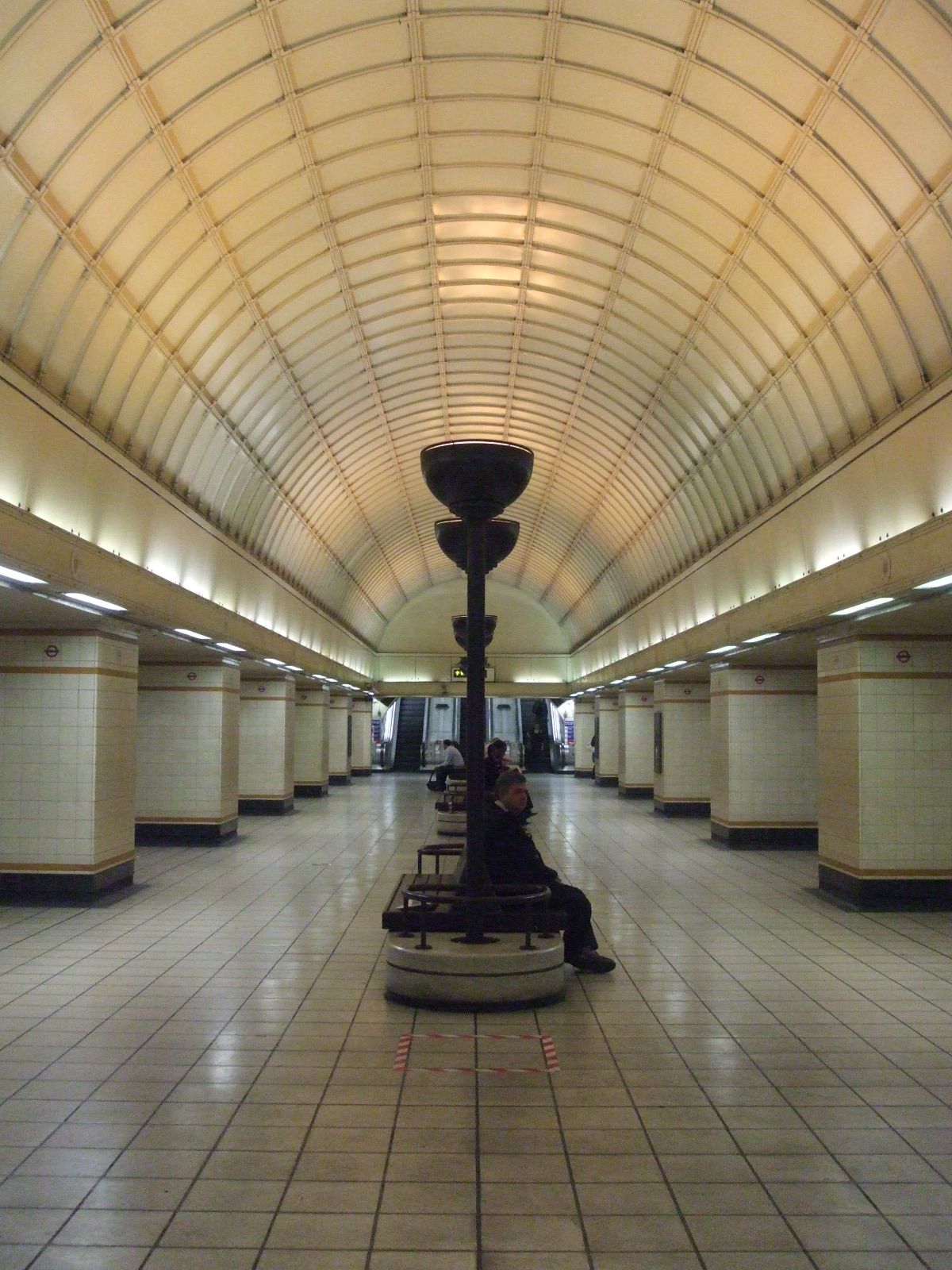
De middenhal van Gants Hill